# Franklin Delano Roosevelt Memorial
O Franklin Delano Roosevelt Memorial é um memorial dedicado ao ex-presidente dos Estados Unidos, Franklin Delano Roosevelt, e à época que ele governou. Como está localizado em uma área histórica adquirida pelo Serviço Nacional de Parques, o memorial foi adicionado administrativamente na lista de Registro Nacional de Lugares Históricos em 2 de maio de 1997.